# Riu Jamuna
|  | Aquest article tracta sobre el riu de Bangladesh. Si cerqueu el riu de l'Índia, vegeu «Yamuna». |

El Jamuna és un riu de Bengala, probablement un antic canal del Tista, que neix al districte de Dinajpur a Bangladesh, al sud del districte, ja prop del districte de Rangpur, a 25° 38′ N, 88° 54′ E / 25.633°N,88.900°E, i segueix al sud fins a desaiguar a l'Atrai, un distributari del Ganges, prop del poble de Bhawanipur a 24° 38′ N, 88° 57′ E / 24.633°N,88.950°E després d'un curs de 143 km. A la part inferior és navegable per bots de certa envergadura.